# Bursúquides
Els bursúquides foren una petita dinastia hereditària de Tustar i Dinawar, descendents de Bursuq, amir seljúcida.
Els fills de Bursuq, Zengi, Akburi, Ilbeki i Bursuq II, van revenjar la mort del pare (1095) el 1097 quan van participar personalment a l'execució del mustawfi xiïta de Barkyaruq, Madj al-Mulk al-Balasani, sospitós d'haver instigat la mort del seu pare. Els quatre fills foren lleials al sultà Barkyaruq i van rebre un feu (iqtà) hereditari al Khuzestan, a la regió de Tustar. El bursúquides van ajudar a Barkyaruq a reconquerir Rayy al seu germà Muhammad, i segurament per això, mort Barkyaruq i elevat al sultanat Muhammad, el bursúquida Zengi apareix encarcerat (1105); però quan es va revoltar Mangubars, els bursúquides no sols no el van seguir sinó que el van entregar a Muhammad i així es van reconciliar amb aquest; llavors es va pactar la devolució al sultà de l'iqtà de Tustar a canvi de Dinawar, encara que posteriorment els bursúquides van recuperar Tustar. Bursuq II fou nomenat governador d'Hamadan.
Bursuq II fou un dels principals participants en l'expedició contra els francs del 1111, que va fracassar per les rivalitats entre els seus caps i la manca de cooperació dels prínceps de Síria. Va rebre el comandament d'una nova expedició el 1115, i es va trobar que Ilghazi I del Diyar Bakr, Dhàhir-ad-Din Tughtikín de Damasc, i Lulu d'Alep, s'havien aliat als francs contra els seljúcides; el príncep d'Homs en canvi va donar suport a Bursuq II. Per aconseguir la dispersió de l'enemic es va retirar i després, quan va suposar que els seus enemics s'haurien dispersat, va retornar, però fou derrotat pel príncep Roger d'Antioquia a Danith a l'est de l'Orontes. Va morir el 1116 quan preparava una nova expedició, i al mateix any també va morir el seu germà Zengi. El 1118 va morir el sultà Muhammad i això va posar fi a la política d'intervenció seljúcida contra els francs.
Akburi i alguns fills de Zengi i d'Ilbeki, que ja tornaven a dominar Tustar, apareixen més tard a l'exèrcit del sultà Mahmud contra el seu oncle Sandjar. Bursuq III (fill de Bursuq II) va participar en lluites al Baix Iraq. Mort Mahmud apareixen dos germans, Tughril i Bursuq, en el partit afavorit per Sandjar i mort aquest, en el partit de Dawud (que tenia el suport del califa); però es van reconciliar a temps amb el guanyador Masud (1134-1136). El 1139 un historiador cita la mort del senyor de Tustar Hamza ibn Bursuq. És el darrer bursúquida esmentat.